# Mühlberg (Bad Tölz)
Mühlberg ist ein Stadtteil von Bad Tölz im oberbayerischen Landkreis Bad Tölz-Wolfratshausen.

## Lage
Der Weiler liegt circa zwei Kilometer nordöstlich von Bad Tölz und ist über die Bundesstraße 13 zu erreichen.

## Gemeindezugehörigkeit
Vor der Gemeindegebietsreform war Mühlberg ein Ortsteil der Gemeinde Kirchbichl und wurde nach deren Auflösung am 1. Mai 1978 nach Bad Tölz eingegliedert.

## Baudenkmäler
In die Denkmalliste sind zwei Objekte eingetragen:
- Bauernhaus Obermühlberg 1
- Wohnhaus Obermühlberg 3